# William E. Finck

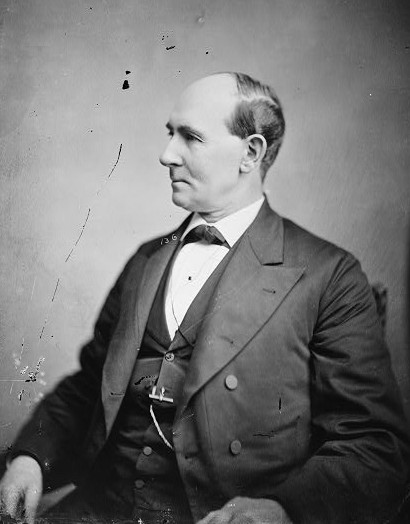
William E. Finck

William Edward Finck (* 1. September 1822 in Somerset, Perry County, Ohio; † 25. Januar 1901 ebenda) war ein US-amerikanischer Politiker. Zwischen 1863 und 1867 sowie nochmals in den Jahren 1874 und 1875 vertrat er den Bundesstaat Ohio im US-Repräsentantenhaus.

## Werdegang
William Finck besuchte die öffentlichen Schulen seiner Heimat und danach das St. Joseph’s College. Nach einem anschließenden Jurastudium und seiner 1843 erfolgten Zulassung als Rechtsanwalt begann er in Somerset in diesem Beruf zu arbeiten. Politisch war er damals Mitglied der Whig Party. 1850 kandidierte er noch erfolglos für das US-Repräsentantenhaus. Ein Jahr später gehörte er dem Senat von Ohio an. Im Juni 1852 nahm er als Delegierter am Bundesparteitag der Whigs teil. Nach der Auflösung seiner Partei wechselte er zu den Demokraten. Im Jahr 1861 saß er erneut im Staatssenat.
Bei den Kongresswahlen des Jahres 1862 wurde Finck im zwölften Wahlbezirk von Ohio in das US-Repräsentantenhaus in Washington, D.C. gewählt, wo er am 4. März 1863 die Nachfolge von Samuel S. Cox antrat. Nach einer Wiederwahl konnte er bis zum 3. März 1867 zwei Legislaturperioden im Kongress absolvieren. In dieser Zeit endete der Bürgerkrieg. Seit 1865 war die Arbeit des Kongresses von den Spannungen zwischen den Republikanern und Präsident Andrew Johnson überschattet, die in einem nur knapp gescheiterten Amtsenthebungsverfahren gipfelten. Außerdem wurde im Jahr 1865 der 13. Verfassungszusatz ratifiziert.
Im Jahr 1868 bewarb sich William Finck erfolglos um den Posten eines Richters am Supreme Court of Ohio. Nach dem Rücktritt des Abgeordneten Hugh J. Jewett wurde er bei der fälligen Nachwahl für den zwölften Sitz von Ohio als dessen Nachfolger in das US-Repräsentantenhaus gewählt, wo er zwischen dem 7. Dezember 1874 und dem 3. März 1875 die laufende Legislaturperiode beendete. Nach dem Ende seiner Zeit im US-Repräsentantenhaus praktizierte er wieder als Anwalt. Er starb am 25. Januar 1901 in seiner Heimatstadt Somerset, wo er auch beigesetzt wurde.